# Baeoura tonnoiri
Baeoura tonnoiri là một loài ruồi trong họ Limoniidae. Chúng phân bố ở miền Australasia.